# 东柏林
东柏林（德語：Ost-Berlin）是对1949至1990年间柏林东部地区的称呼，亦為德意志民主共和國（東德）首都，源于1945年蘇軍駐德集群设立的蘇聯佔領區。相對的，美國、英國、法國等西方盟國在柏林的管制區被稱為西柏林。1961年8月13日至1989年11月9日，西柏林與東柏林被柏林圍牆隔開。西方盟國沒有承認東柏林是東德的首都，也沒有承認東德管理東柏林的權力。

## 概述

柏林的四國占領區分佈，東柏林為紅色地區

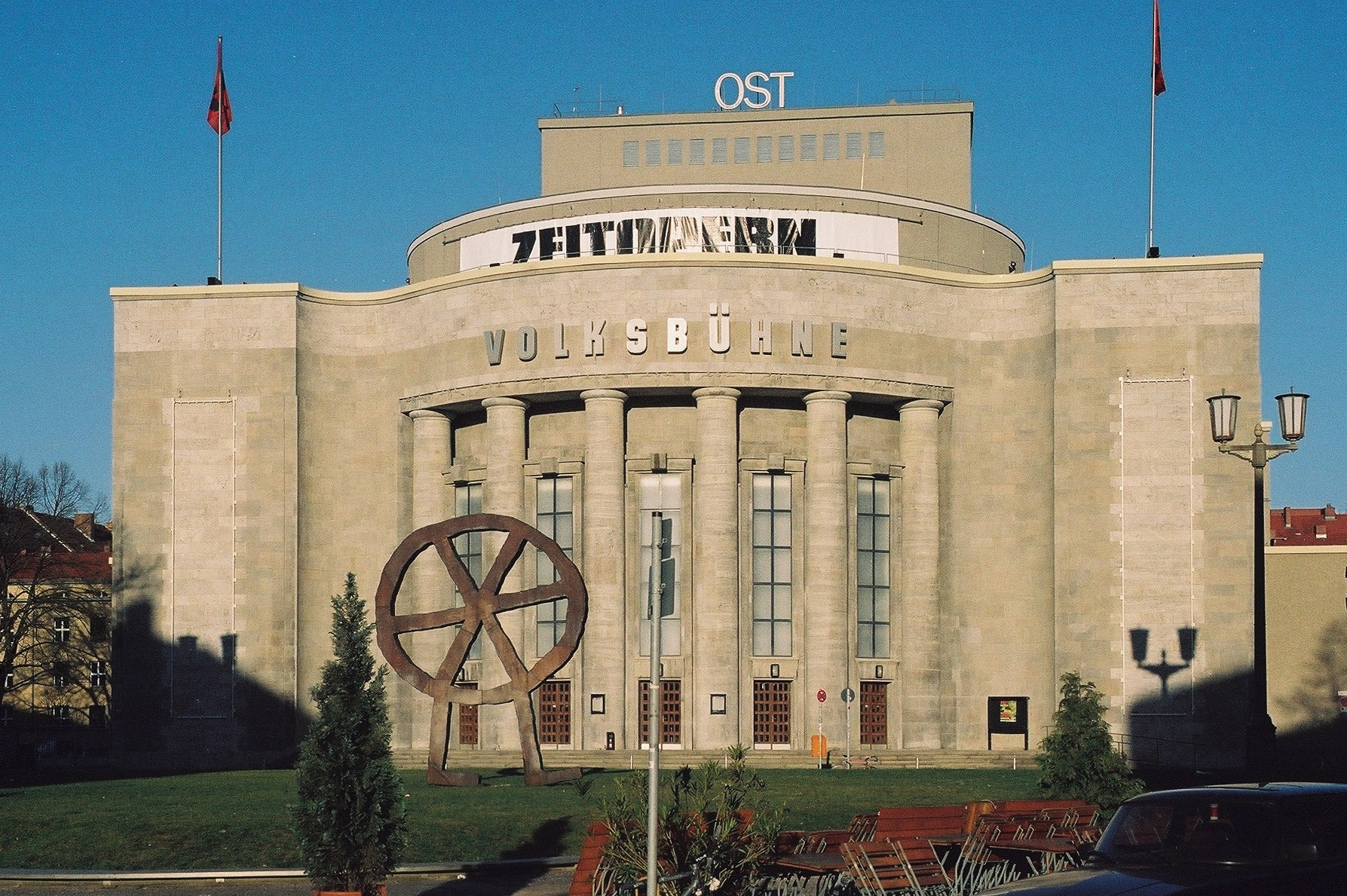
羅莎-普拉茨

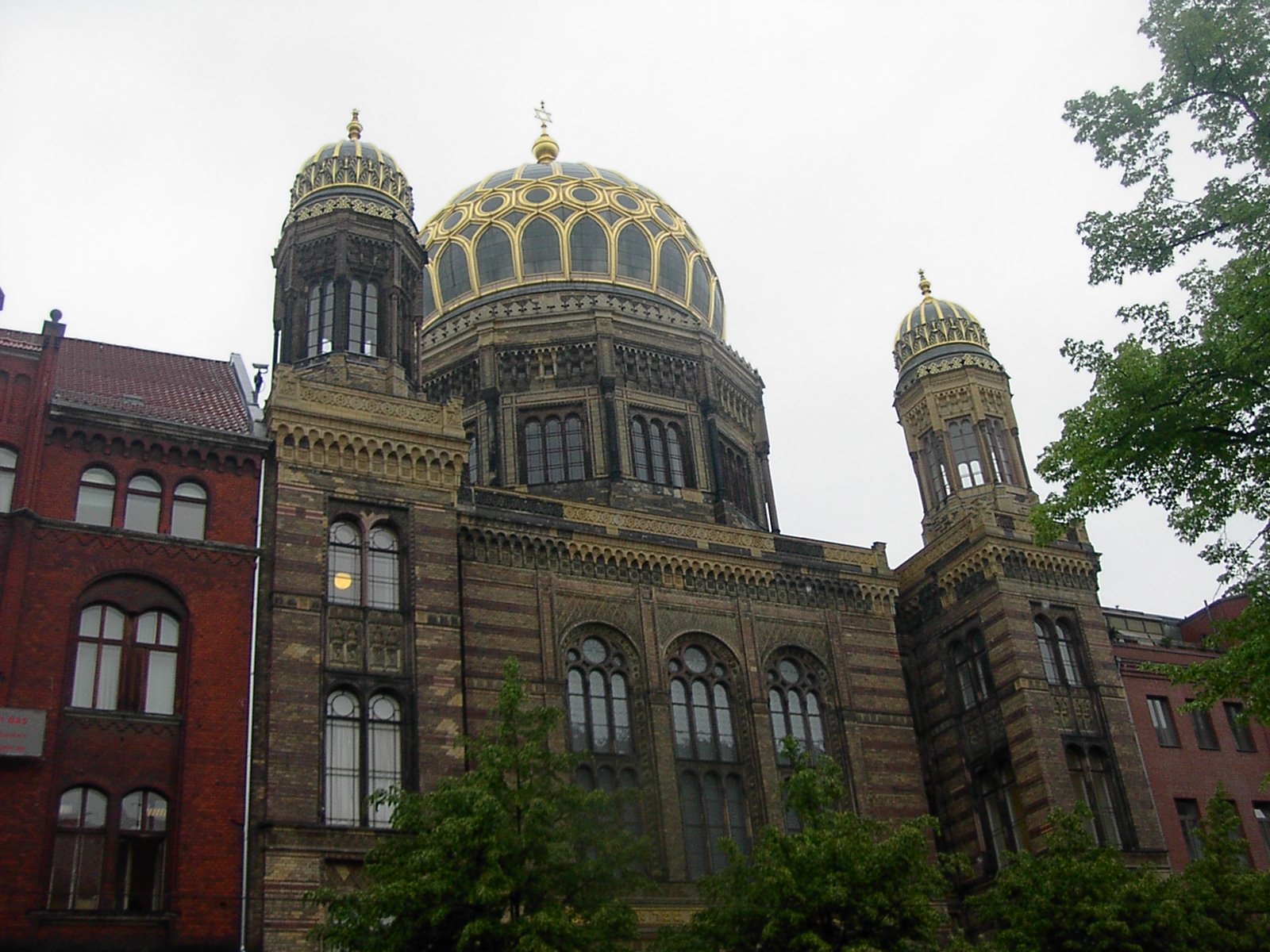
新猶太教堂，奧拉寧堡街

隨著1944年9月12日簽署的1944年倫敦議定書，美國、英國、法國和蘇聯決定將戰敗的德國劃分為四個佔領區，並建立一個由四個共同佔領的柏林特別地區。1945年5月，蘇聯成立了一個名為“大柏林地方政府”的城市政府，該政府一直存在到1947年。但至1948年，城市政府解散了。1949年東德成立後，它立即宣稱東柏林為其首都。
1948年6月，通向西柏林的所有鐵路和公路都被封鎖，不允許東柏林人移民。但至1960年，每天仍有1000多名東德人逃往西柏林，這是由於東德因蘇聯索求戰爭賠償與經濟壓制、工業遭大規模破壞，以及馬歇爾計劃拒絕對社會主義國家進行援助，而造成的壓力。1961年8月，東德政府試圖以柏林圍牆封住西柏林來阻止人口外流。必須冒著被訓練有素的武裝士兵開槍射擊之險才有機會翻牆逃離。
東德沒有完全的經濟平等，知名的高級公寓和良好的教育機會是執政黨人士及其家屬的特權。在经历多年的干扰后，基督教教堂终于能够自由运作，不再受到限制。
西方盟國（美國、英國和法國）從未正式承認東德政府管理東柏林的權力；根據整個柏林的佔領分區，盟軍的正式議定書只承認蘇聯在東柏林的佔領權。美國柏林司令部為想造訪東柏林的美國軍事和文職人員發布過詳細指示，實際上三個西方國家的指揮官經常抗議東德國家人民軍駐在東柏林，特別是在閱兵之時。儘管如此，三個西方盟國最終於1970年代在東柏林建立了使館，儘管他們從未承認它是東德的首都。條約用的是“政府驻地”之類的言詞。
1990年10月3日，東柏林的存在正式結束。

## 當代东柏林
自东西德统一以來，德國政府花費大量人力物力财力來提升東柏林的公共基礎設施水平，以跟上西柏林的發展步伐。

## 占領區列表

### 苏联占领区
- 腓特烈斯海恩（Friedrichshain）
- 潘科（Pankow）
- 利希滕貝格（Lichtenberg）
- 马尔灿-黑勒斯多夫（Marzahn-Hellersdorf）
- 特雷普托-克珀尼克（Treptow-Köpenick）

## 柏林苏军占领区长官

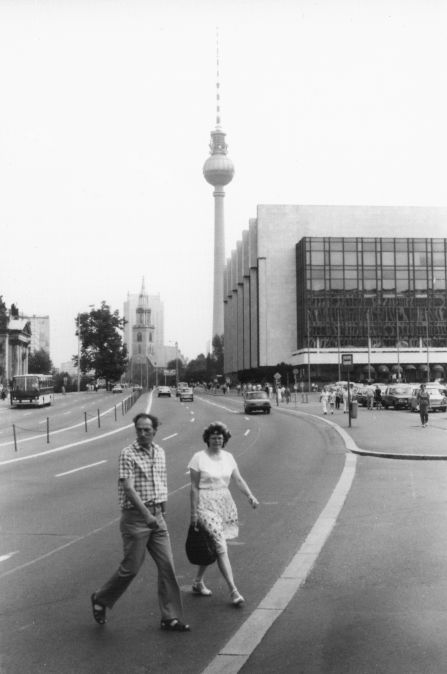
1989年夏，东柏林的马克斯-恩格斯广场与共和國宮。背景中可以看见柏林电视塔。

| 姓名                | 任期                          |
| ------------------- | ----------------------------- |
| Nikolay Berzarin    | 1945年5月2日－1945年6月16日   |
| Aleksandr Gorbetov  | 1945年7月17日－1945年11月19日 |
| Dimitry Smirnov     | 1945年11月19日－1946年4月1日  |
| Aleksandr Kotikov   | 1946年4月1日－1950年6月7日    |
| Sergey Dienghin     | 1950年6月7日－1953年4月       |
| Pavel Dibrova       | 1953年4月－1956年6月23日      |
| Andrey Chamov       | 1956年6月28日－1958年2月26日  |
| Matvey Zakharov     | 1958年2月26日－1961年5月9日   |
| Andrey Soloviev     | 1961年5月9日－1962年8月22日   |
| Helmut Poppe        | 1962年8月22日－1971年5月31日  |
| Artur Kunath        | 1971年6月1日－1978年8月31日   |
| Karl-Heinz Drews    | 1978年9月1日－1988年12月31日  |
| Wolfgang Dombrowski | 1989年1月1日－1990年9月30日   |
| Detlef Wendorf      | 1990年9月30日－1990年10月2日  |

## 东柏林各区列表
- 腓特烈斯海恩 (Friedrichshain)
- 黑勒斯多夫 (Hellersdorf)(自1986年起)
- 霍恩申豪森(Hohenschönhausen )(自1985年起)
- 克珀尼克(Köpenick）
- 利希滕貝格(Lichtenberg)
- 马尔灿(Marzahn)(自1979年起)
- 米特(Mitte)
- 潘科(Pankow)
- 普伦茨劳尔贝格(Prenzlauer Berg)
- 特雷普托(Treptow)
- 魏森塞(Weißensee)